# 89式装甲兵員輸送車

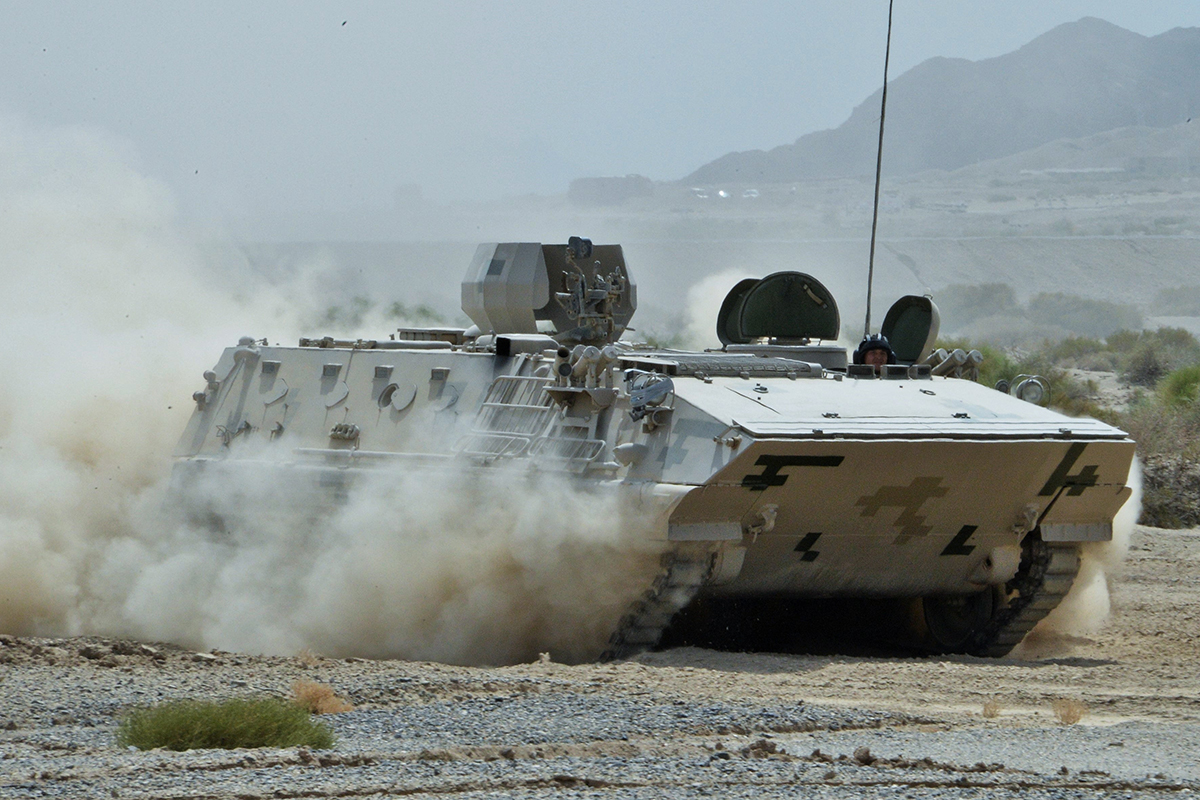
ZSD-89

89式装軌装甲兵員輸送車（中国語: 89式履带装甲输送车）、WZ534は中華人民共和国が開発した装甲兵員輸送車である。

## 概要
89式装甲兵員輸送車は1980年代に開発された中国の装甲兵員輸送車で、旧式の63式装甲兵員輸送車とその派生機である85式装甲兵員輸送車を大幅に改良したものである。63式装甲兵員輸送車の後継機として使用された第二世代装甲兵員輸送車である。1990年代初頭から、中国人民解放軍に装備されるようになった。

## 派生型
- YW534装甲車
- WZ534Ⅰ/ZSD-89装甲車
- WZ534Ⅱ/90式歩兵戦闘車
- ZDF-89“HJ-8”対戦車誘導弾車
- ZJX-93装甲回収車
- ZHB-94装甲補給車

- 89式装甲偵察車 (WZ-731)

- 89式装甲救急車 (WZ-752)
- 89式装甲給油車
- 89式映像偵察車
- 89式レーダー偵察車
- 89式情報処理車
- 89式電子対策車
- GBL-130地雷敷設車
- 89式装甲掃海車
- 89式武装警察車両
- 89式水陸両用燃料車

## 採用国

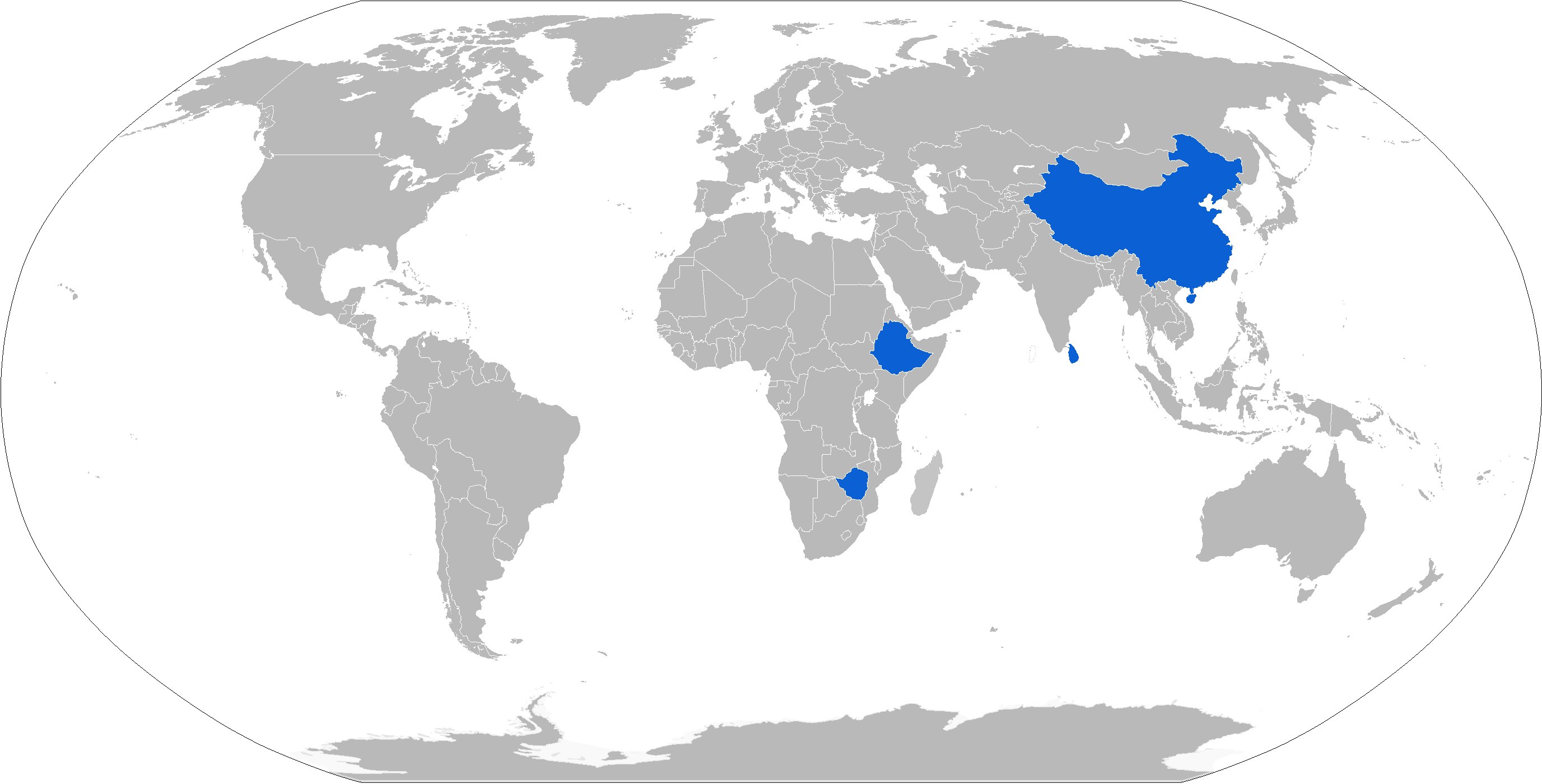
2015年現在

- 中国
- エチオピア
- スリランカ
- ジンバブエ